# Osterstedt
Osterstedt ist eine Gemeinde im Kreis Rendsburg-Eckernförde in Schleswig-Holstein.

## Geschichte
Der Ort wurde 1349 erstmals als Ostede erwähnt. Die Gemeinde besteht aus den beiden Gemeindeteilen Alsen und Osterstedt, die durch die Osterstedter Au getrennt sind.

## Geografie und Verkehr
Osterstedt liegt etwa 27 km westlich von Neumünster und 22 km südlich von Rendsburg am Rand des Naturparks Aukrug. Südöstlich von Osterstedt kreuzen sich die Bundesstraße 77 von Rendsburg nach Itzehoe und die Bundesstraße 430 von Neumünster in Richtung Schenefeld.
Der Ort liegt an der von der Nordbahn bedienten Bahnstrecke Neumünster–Heide.

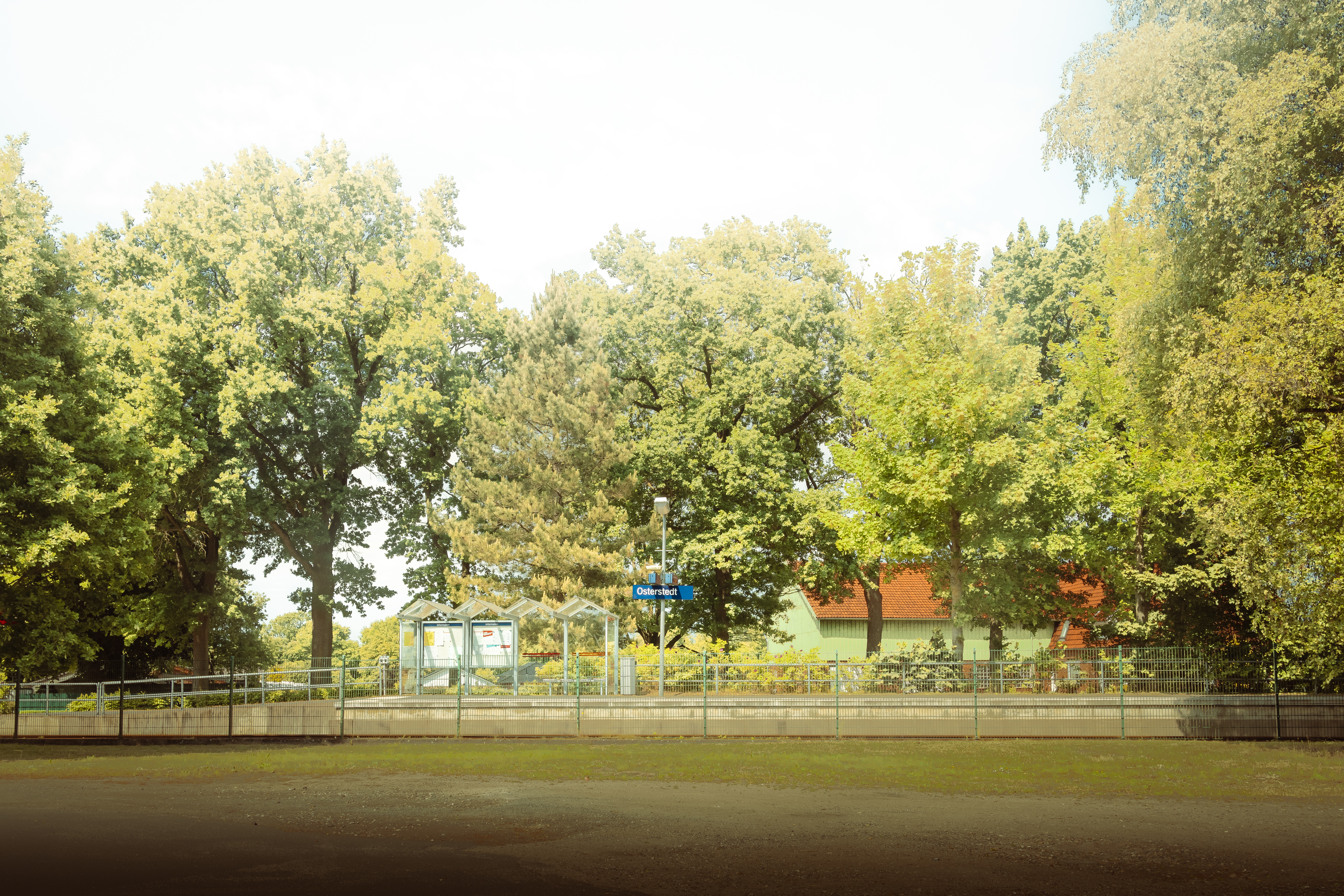
Haltestelle Osterstedt

Entlang des Flusssystems Papenau–Osterstedter Au–Haaler Au, das die Gemeinde von Ost nach West durchzieht, befindet sich das NATURA 2000-Gebiet FFH-Gebiet Haaler Au.

## Politik

### Gemeindevertretung
Bei der Kommunalwahl am 14. Mai 2023 wurden insgesamt neun Sitze vergeben. Die Kommunale Wählergemeinschaft Osterstedt erhielt fünf Sitze und die Aktive Osterstedter Wählergemeinschaft erhielt vier Sitze.

### Wappen
Blasonierung: „Von Grün und Gold im Wellenschnitt schrägrechts geteilt. Oben eine zur Teilung schwebende, halbe goldene Sonne, unten ein zwei zur Teilung fächerförmig gestellte grüne Weißdornblätter mit einem zum Schildfuß weisenden mit drei roten Früchten versehenen grünen Zweig.“

## Persönlichkeiten
Der Maler und Bildhauer Bendix Passig (1864–1957) lebte in Osterstedt.
Der Schauspieler Rolf Becker lebte von 1939 bis Kriegsende in Osterstedt.
Der Stand-Up-Comedian Alex Stoldt (* 1999) lebte in Osterstedt.